# テオドール・シャセリオー
テオドール・シャセリオー（仏: Théodore Chassériau, 1819年9月20日 - 1856年10月8日）は、フランスの画家。ロマン主義に属する。肖像画、歴史画、宗教画、寓意的な壁画、それにアルジェリア旅行にインスパイアされたオリエンタリズム溢れる作品が有名である。

## 生涯と作品
シャセリオーは、カリブ海に浮かぶイスパニョーラ島のサマナ（現ドミニカ共和国）に生まれた。父親はフランス人で、島がまだフランスの植民地（サン＝ドマング）だった頃は行政職だった。母親はクレオールの地主の娘だった。1821年、家族はパリに移り、そこでシャセリオーはスケッチに早熟な才能を見せた。1830年、わずか11歳にしてシャセリオーは新古典主義の画家ドミニク・アングルのアトリエに入ることを認められ、巨匠の愛弟子となった。アングルは人々にこう言ったという。「見たまえ、紳士諸君。この子はきっと絵画のナポレオンになるよ」。
1834年、アングルがローマのアカデミー・フランセーズの院長を務めるためパリを離れた後、シャセリオーは、アングルがその着色法をひどく嫌っていたロマン主義の画家ウジェーヌ・ドラクロワに傾倒していった。シャセリオーの絵画の特徴でよく言われてきたのが、アングルの新古典主義とドラクロワのロマン主義を調和させる試みである。1836年、シャセリオーはサロンに最初の絵の出品をした。その絵画は歴史画のジャンルで、第3席に選ばれた。1840年、シャセリオーはローマに旅行しアングルと再会したが、アングルは愛弟子の向かっている方向性を面白く思うはずがなく、師弟関係も解消された。

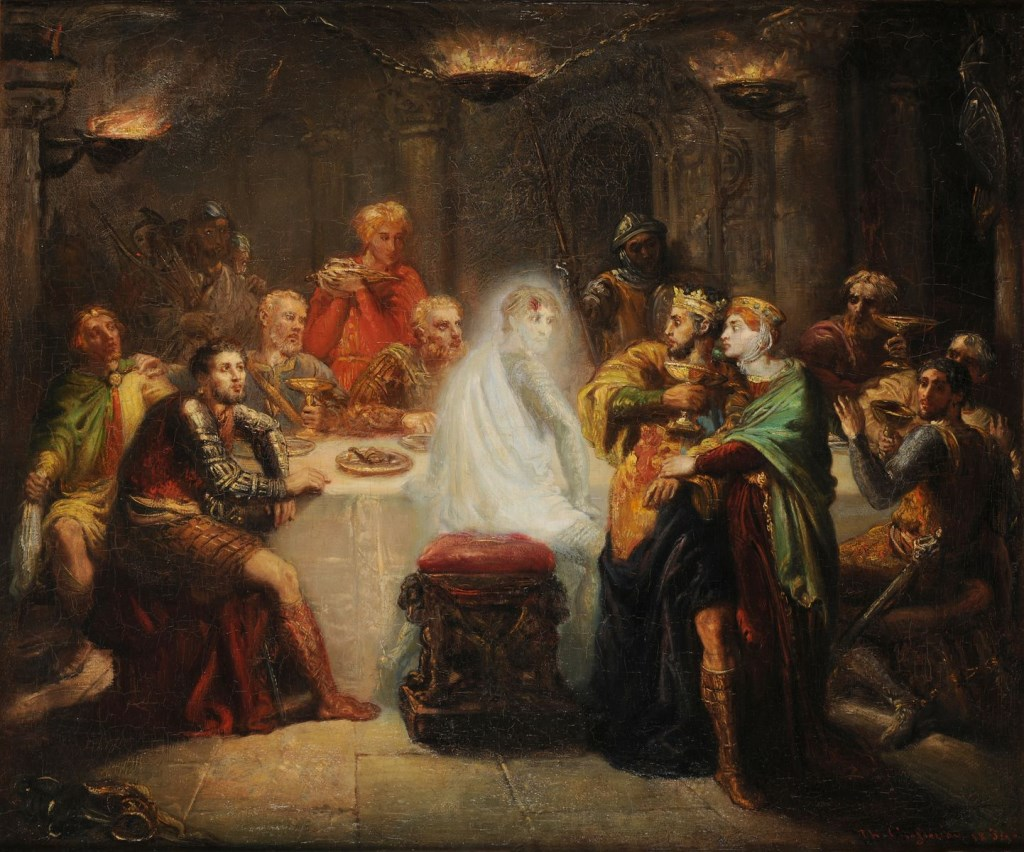
テオドール・シャセリオー『バンクォーの亡霊』（1854年）油彩、木、53.8 x 65.3 cm。ランス美術館所蔵。

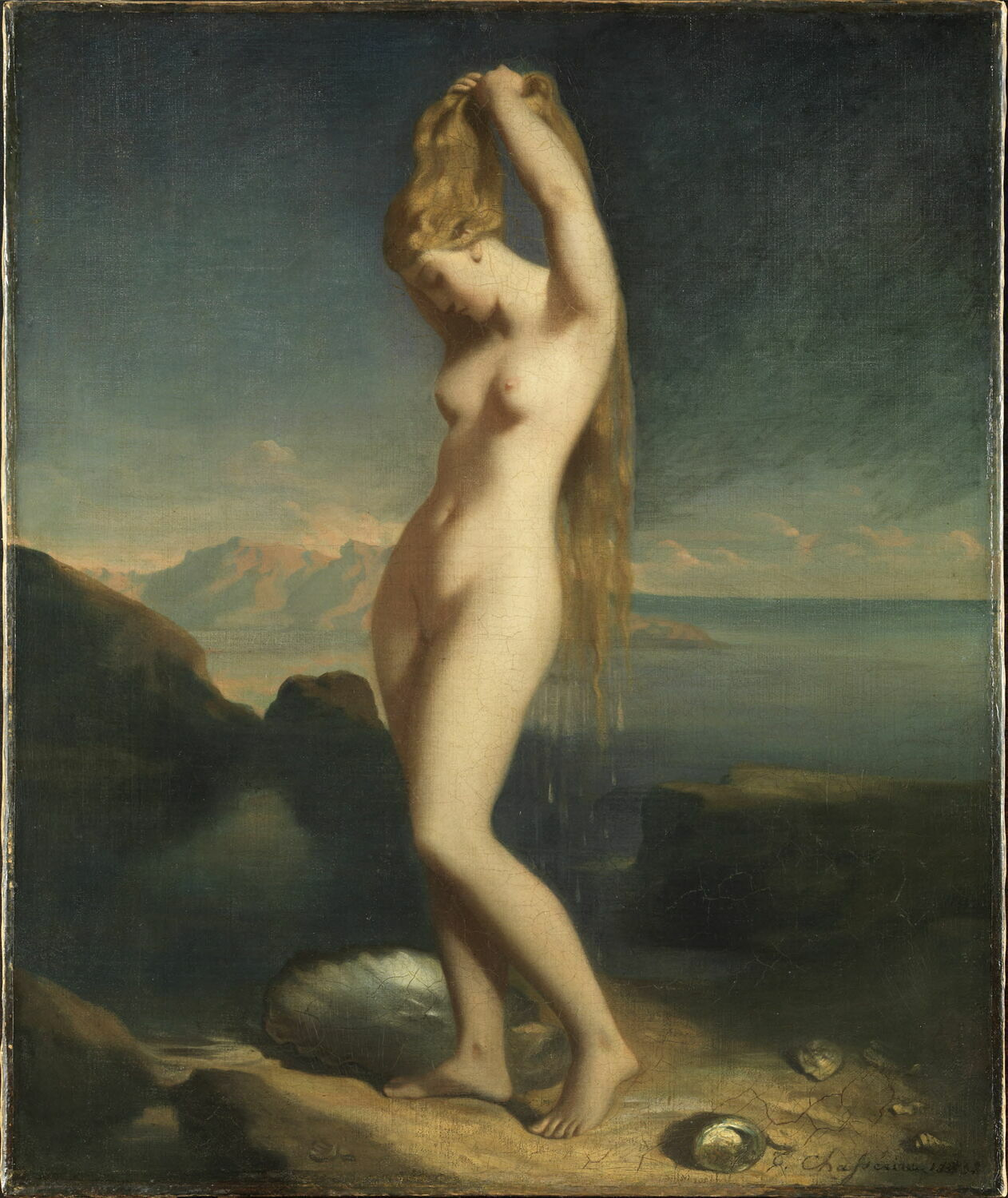
テオドール・シャセリオー『海から上がるヴィーナス』（1838年）65 x 55 cm。ルーヴル美術館所蔵。

シャセリオーの初期の円熟味を示す主要な作品を挙げると、『海から上がるヴィーナス』（1838年）、『スザンナと長老たち』（1839年）、『アクタイオンに驚くディアナ』（1840年）、『ネレイスに岩に鎖で縛られるアンドロメダ』（1840年）、『エステルの化粧』（1841年）などで、どの作品にもシャセリオーが理想とする女性の裸像を見ることができる。同じ時代に描かれた宗教画では、『オリーブ山のキリスト』（1840年。同じテーマで1844年にも描いた）、『キリスト降架』（1842年）があるが、批評家には賛否両論だった。ちなみに擁護した批評家の中にはテオフィル・ゴーティエがいた。また、パリのサン･メリ教会からの依頼で、エジプトのマリアの一生を描いた壁画を描いた。
この頃から肖像画も描き出した。『ドミニコ会ドミニク・ラコルデール神父の肖像』（1840年）、 それにシャセリオーの姉妹アデルとアリーヌを描いた『二人の姉妹』（1843年）などがある。
生涯を通じてデッサンも数多く描いた。肖像画のスケッチの多くはグラフィック・ペンシルで描かれており、それらはかつての師アングルのものに近いものである。さらに29の版画の元絵を作った。シェイクスピアの『オセロ』をテーマにした18のエッチング集（1844年）などである。
1846年、大作『護衛を引き連れたコンスタンティンのカリフにしてハラクタスの首長アリ・ベン・ハメト』を描きあげた直後、シャセリオーは最初のアルジェリア旅行をした。この旅行とそれ以降の旅行で描いたスケッチから、『臣下を訪問するアラブの首長』（1949年）、『バルコニーのユダヤ人女性』（1949年）を制作した。後期の代表作『テピダリウム』（1853年。オルセー美術館所蔵）は多くの女性たちが浴場で濡れた体を乾かしている姿が描かれている。この舞台設定は、シャセリオーが1840年に行ったポンペイ旅行にインスパイアされたものである。モニュメントでは、1844年に国から依頼を受け、1848年に完成した、フランス会計検査院の大階段の壁画装飾がある。しかし、この装飾はパリ・コミューン時代の1871年5月に起きた火事でかなりの損害を受け、復元されたわずかな断片は現在ルーヴル美術館に保管されている。
病気を患った後、サン・ロックならびにサン・フィリップ・デュ・ルール教会の装飾壁画を手掛けるが、病気が悪化し、1856年10月8日にパリで死去した。37歳没。
シャセリオーの作品はピエール・ピュヴィス・ド・シャヴァンヌ、ギュスターヴ・モローの作風に強い影響を与えた。さらに、シャヴァンヌらの作品を通じて、ポール・ゴーギャン、アンリ・マティスの作品にも反映されていると言われている。

## ギャラリー

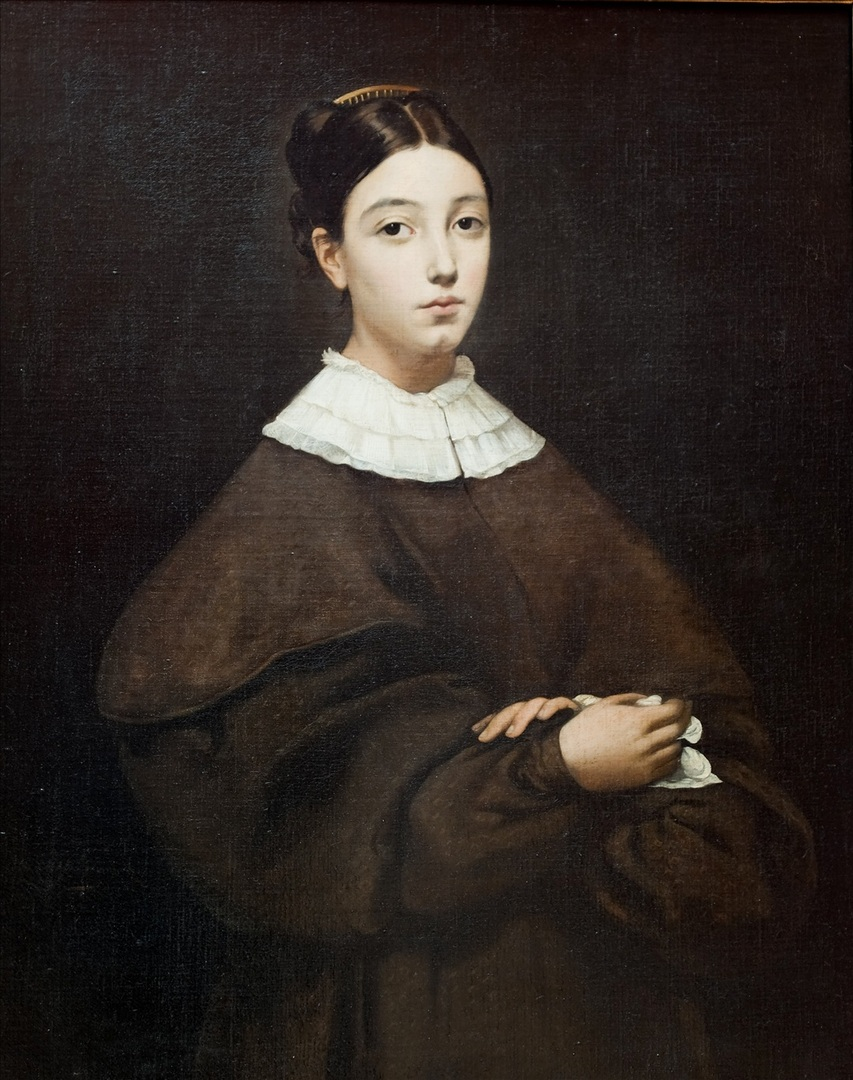
『妹アリーヌの肖像』1835年 ルーヴル美術館所蔵
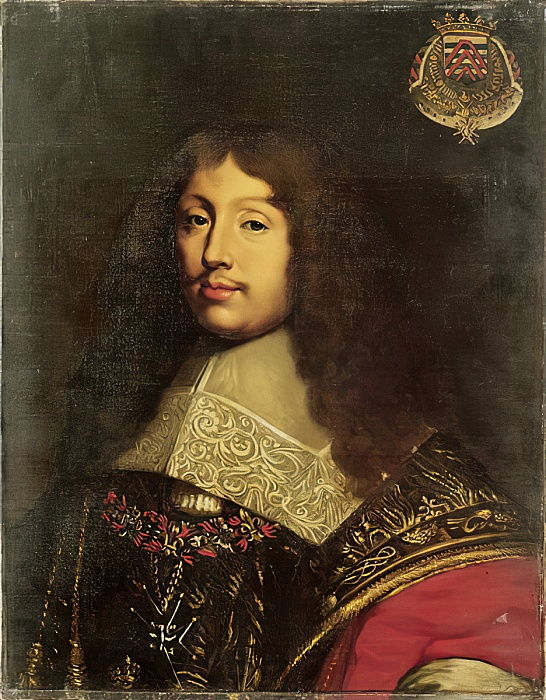
『ラ・ロシュフコー公爵フランソワ6世』1836年 ヴェルサイユ宮殿所蔵
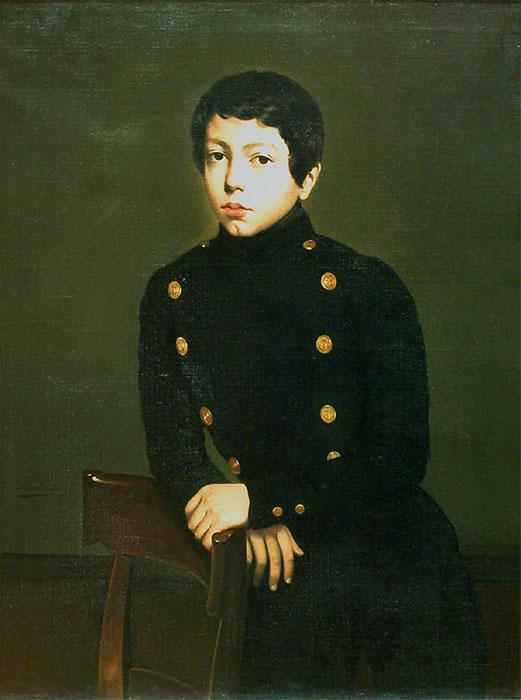
『エルネスト・シャセリオー』1836年 ルーヴル美術館所蔵
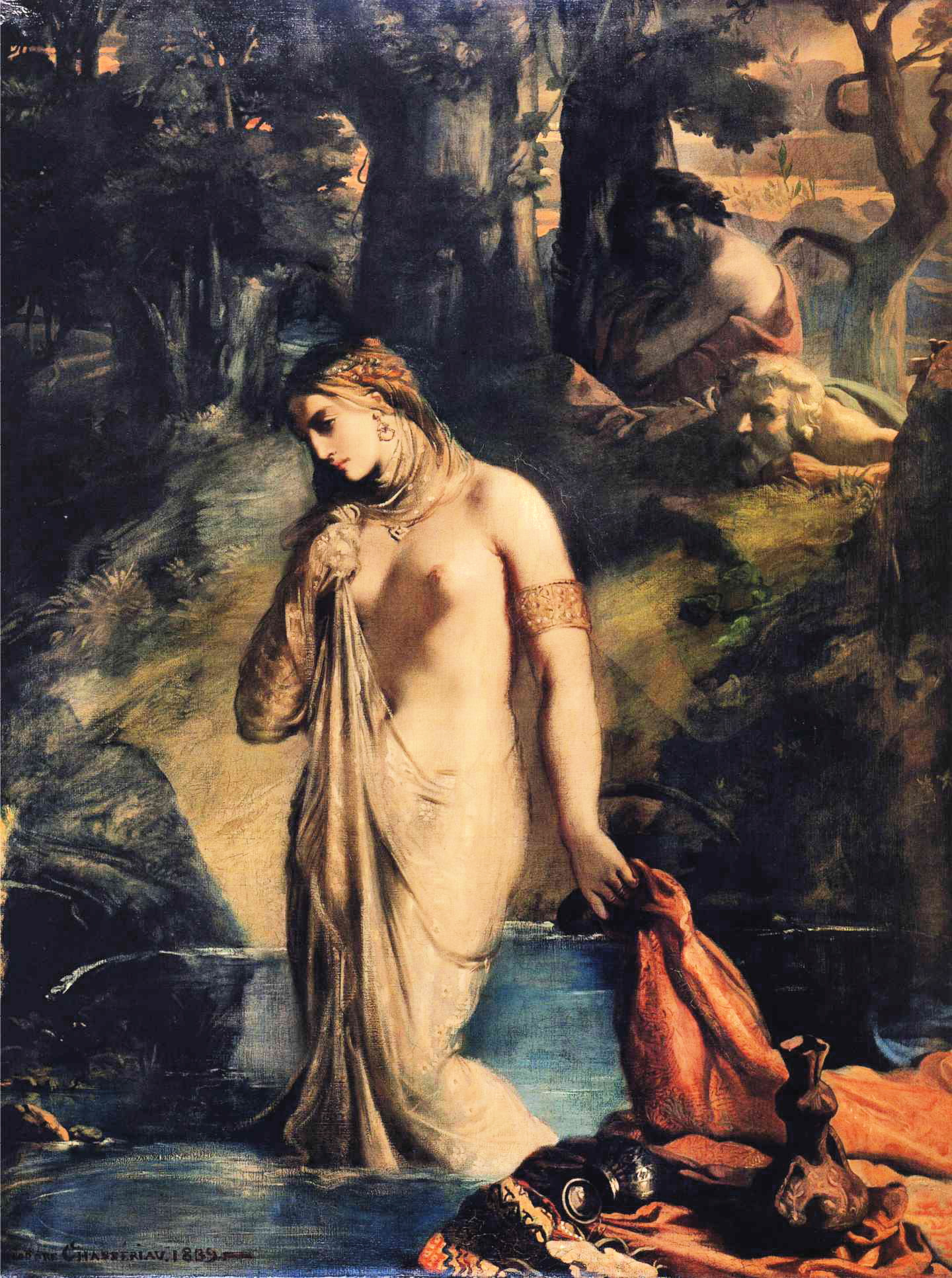
『水浴のスザンナ』1839年 ルーヴル美術館所蔵
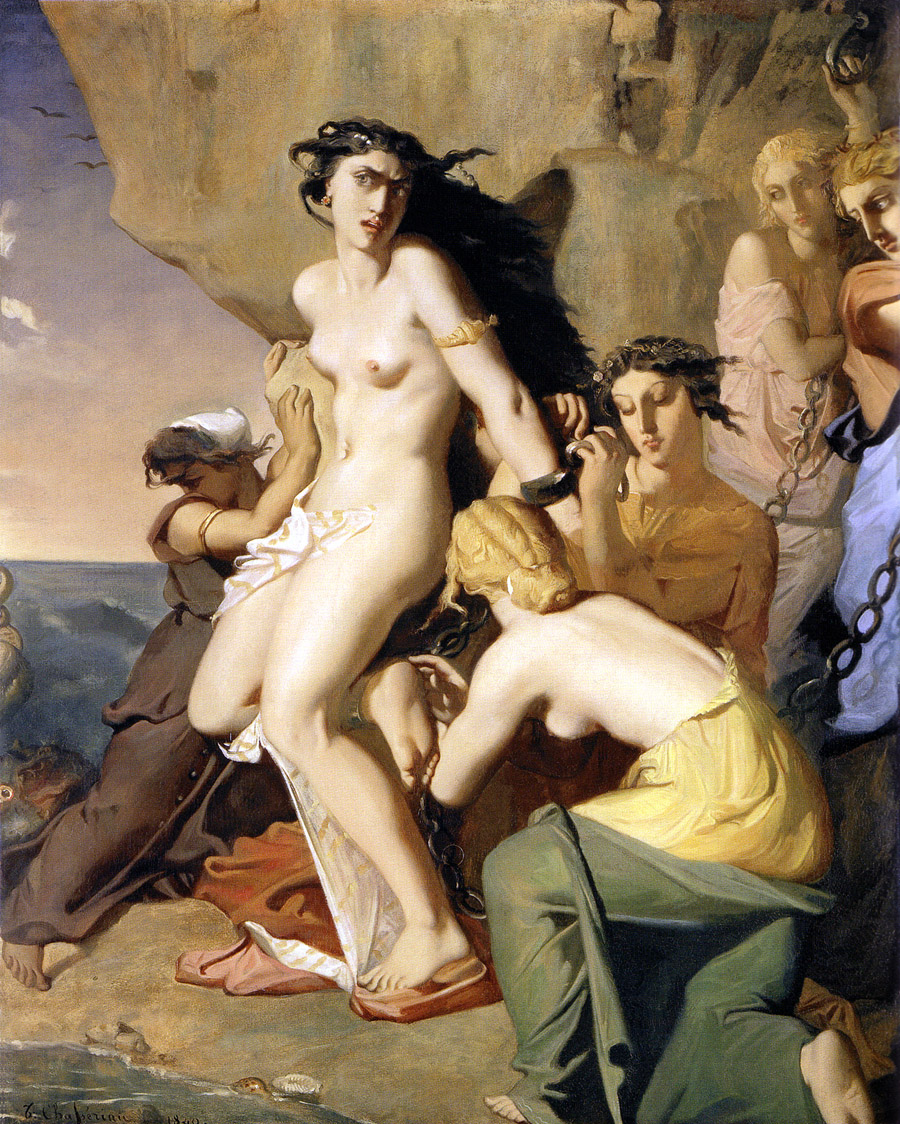
『ネレイスに岩に鎖で縛られるアンドロメダ』1840年 ルーヴル美術館所蔵
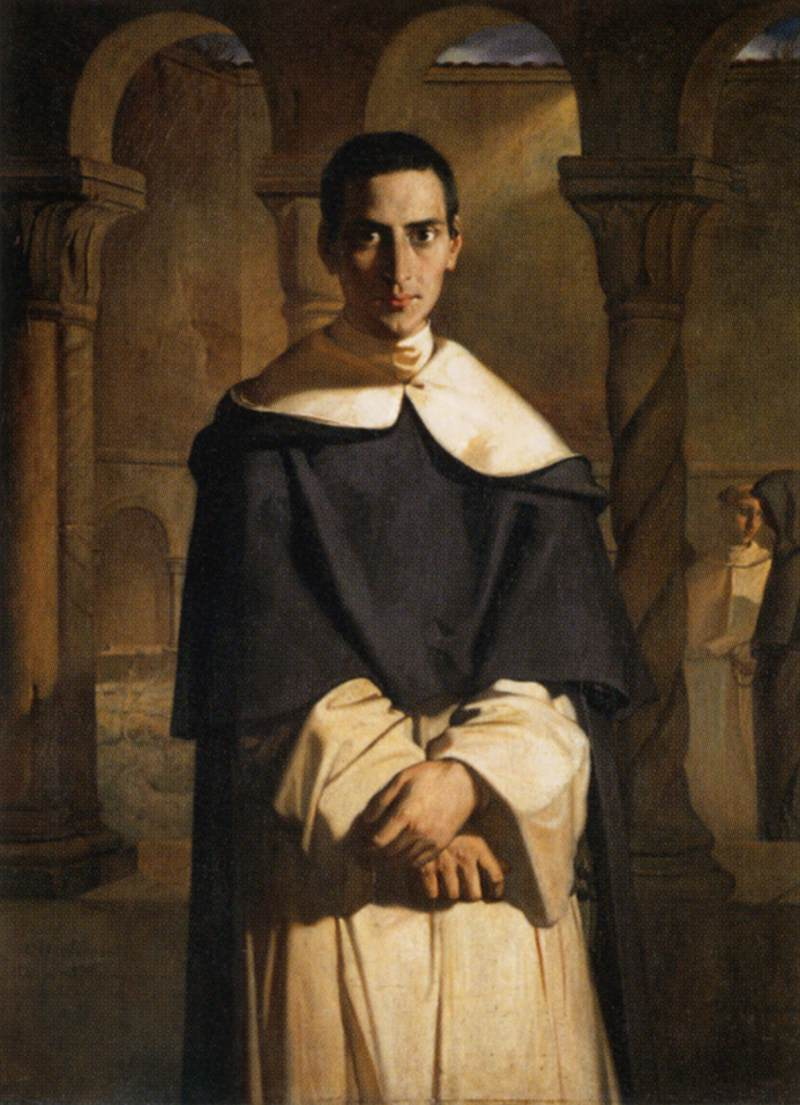
『ドミニコ会ドミニク・ラコルデール神父の肖像』1840年 ルーヴル美術館所蔵
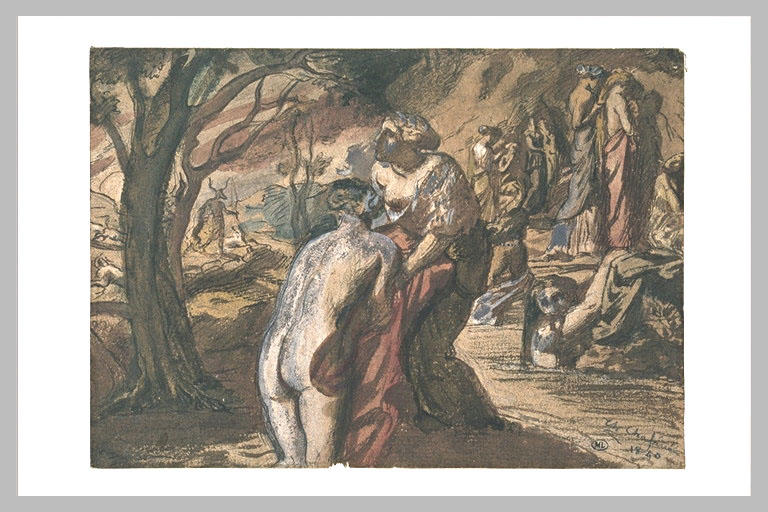
『アクタイオンに驚くディアナ』（習作）1840年 ルーヴル美術館所蔵
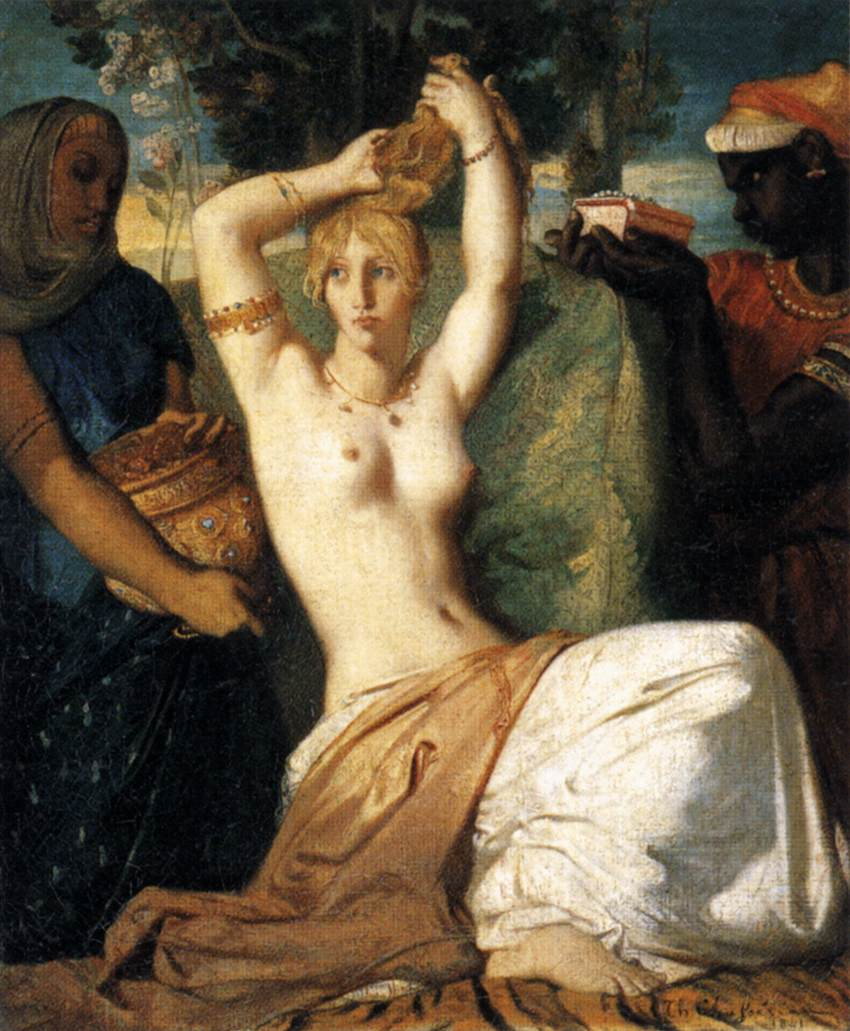
『エステルの化粧』1841年 ルーヴル美術館所蔵
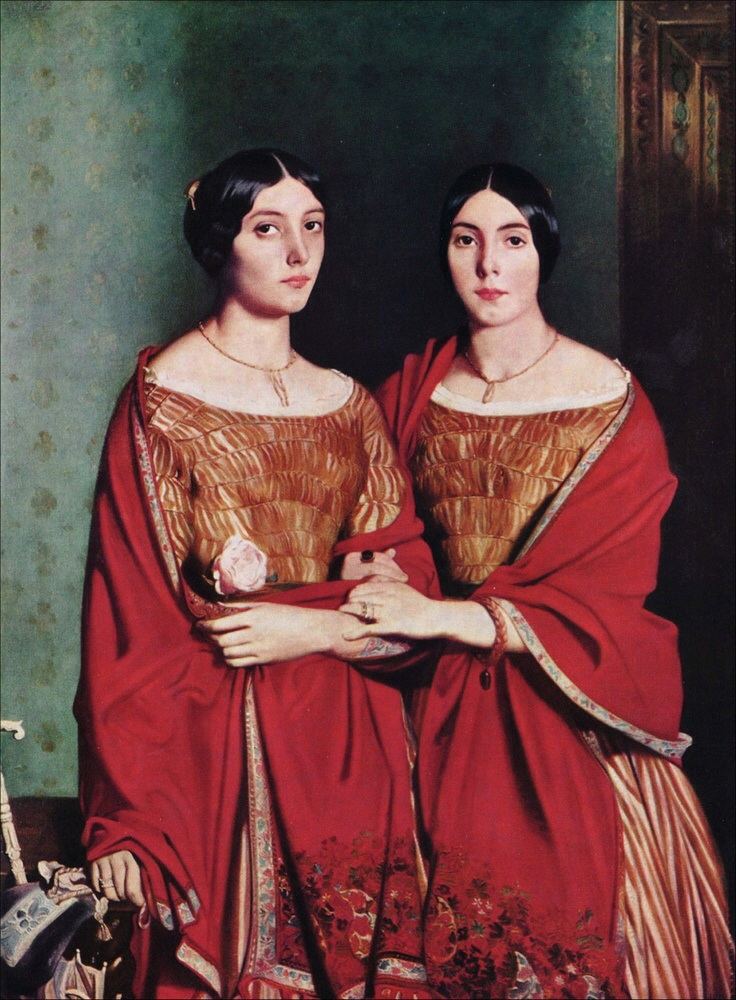
『二人の姉妹』1843年 ルーヴル美術館所蔵
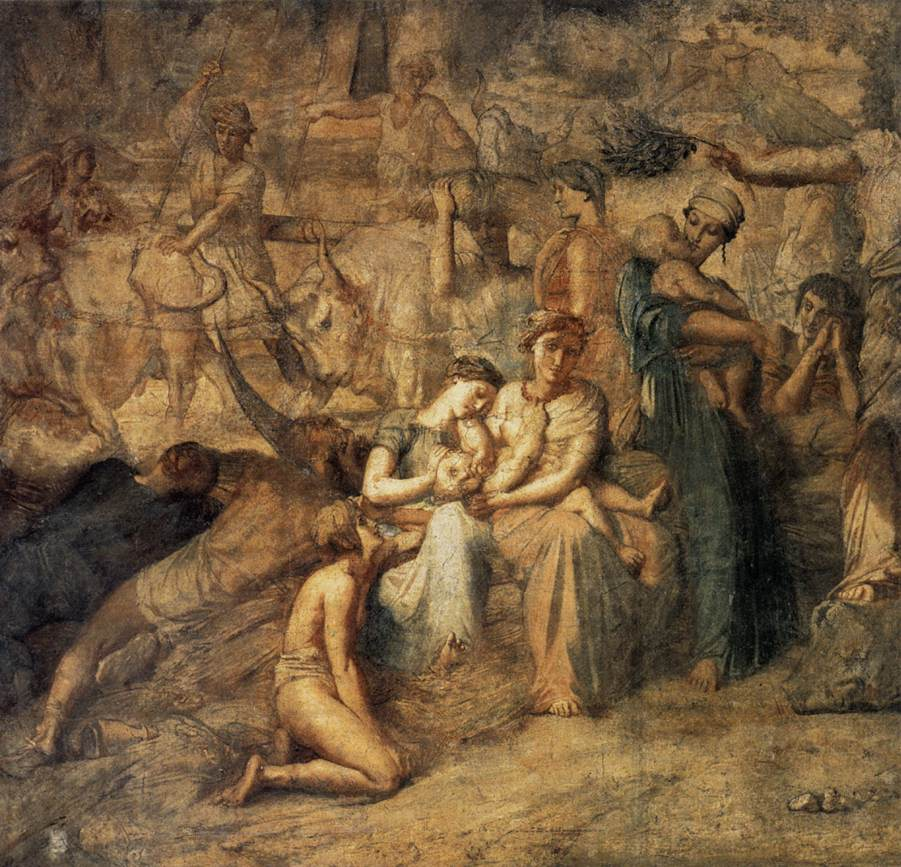
『平和』1844年-1848年 ルーヴル美術館所蔵
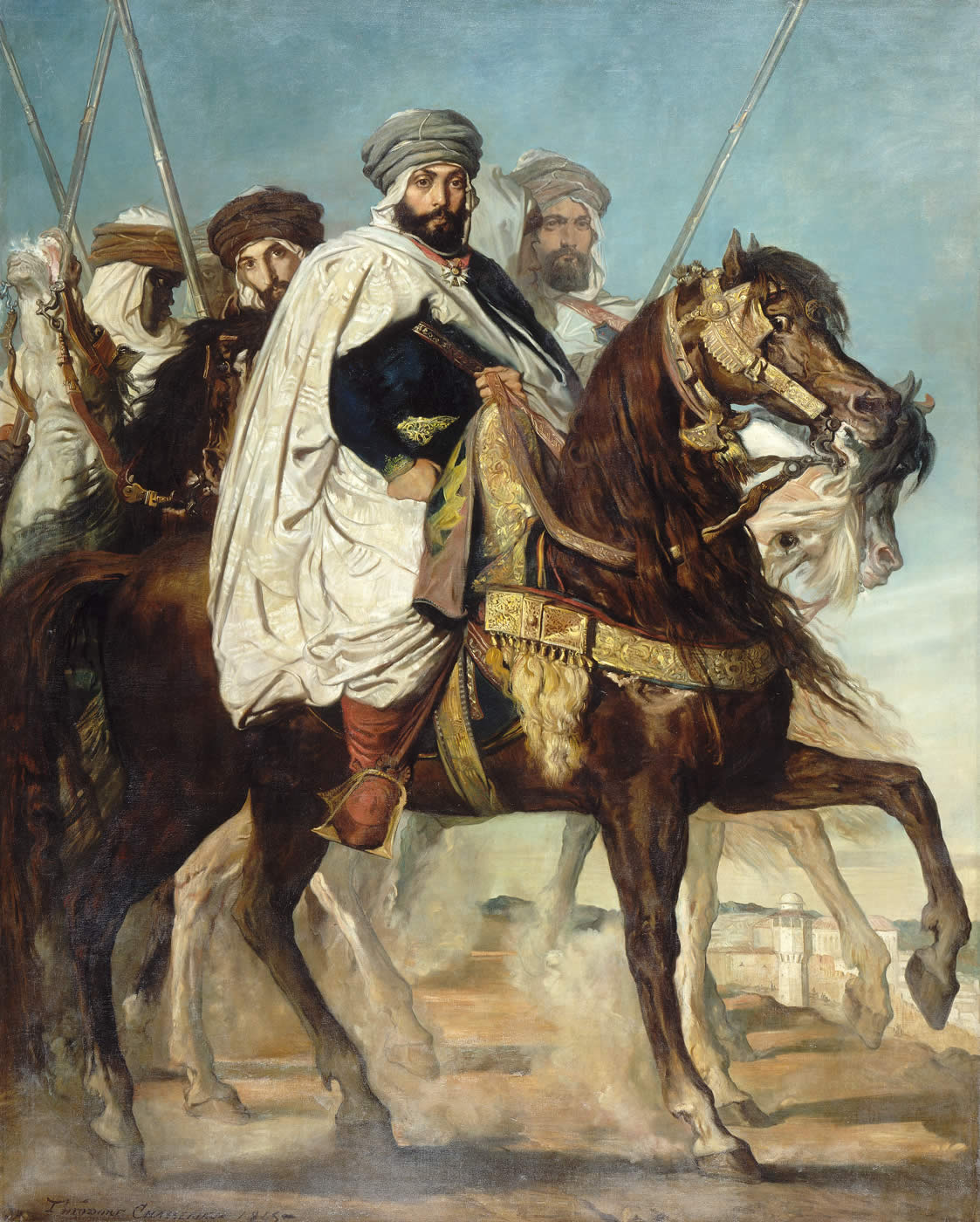
『衛兵を連れたコンスタンティーヌのカリフ、アリ・ベン・アフメド』1845年
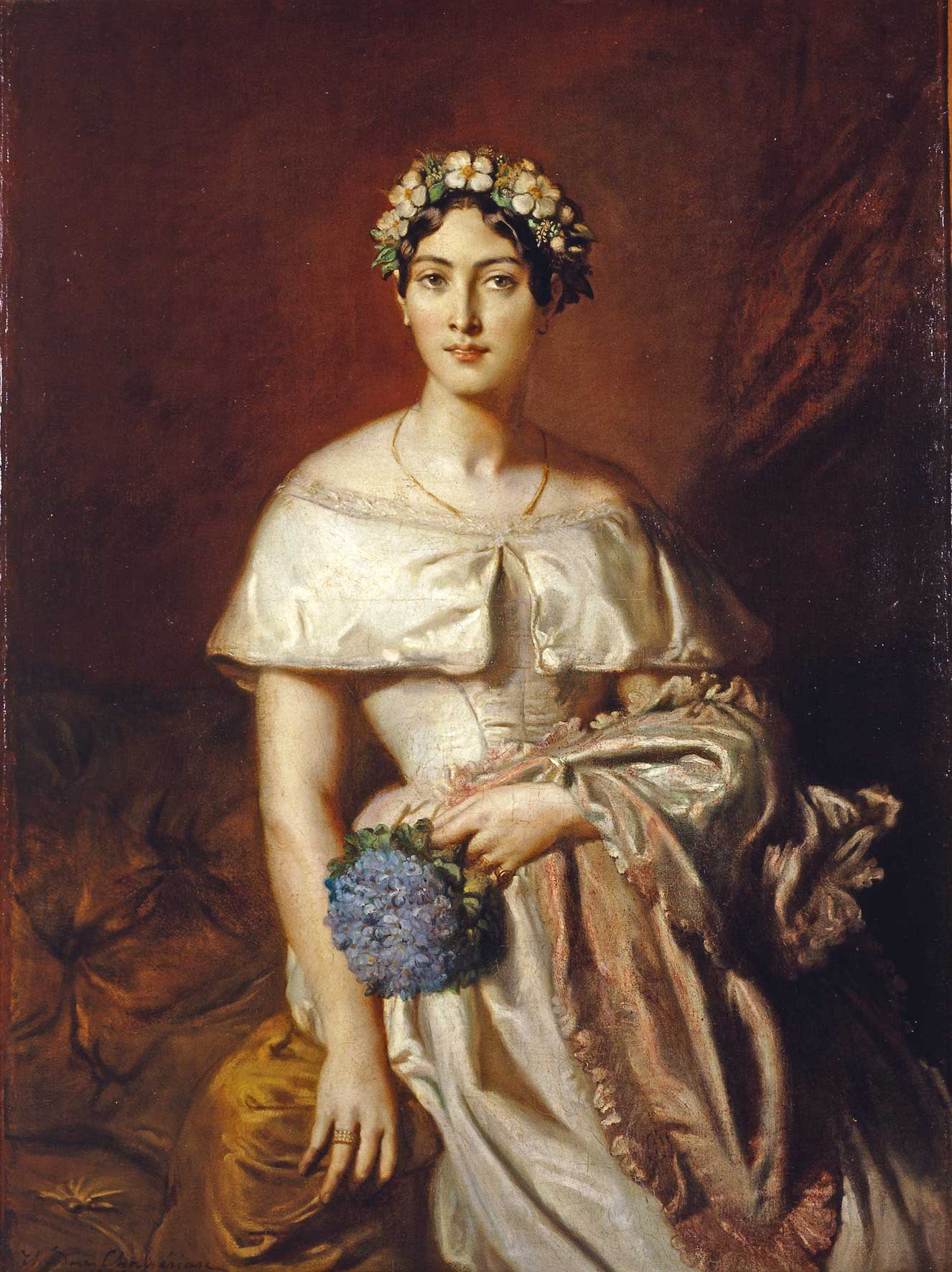
『カバリュス嬢の肖像』1848年 カンペール美術館所蔵
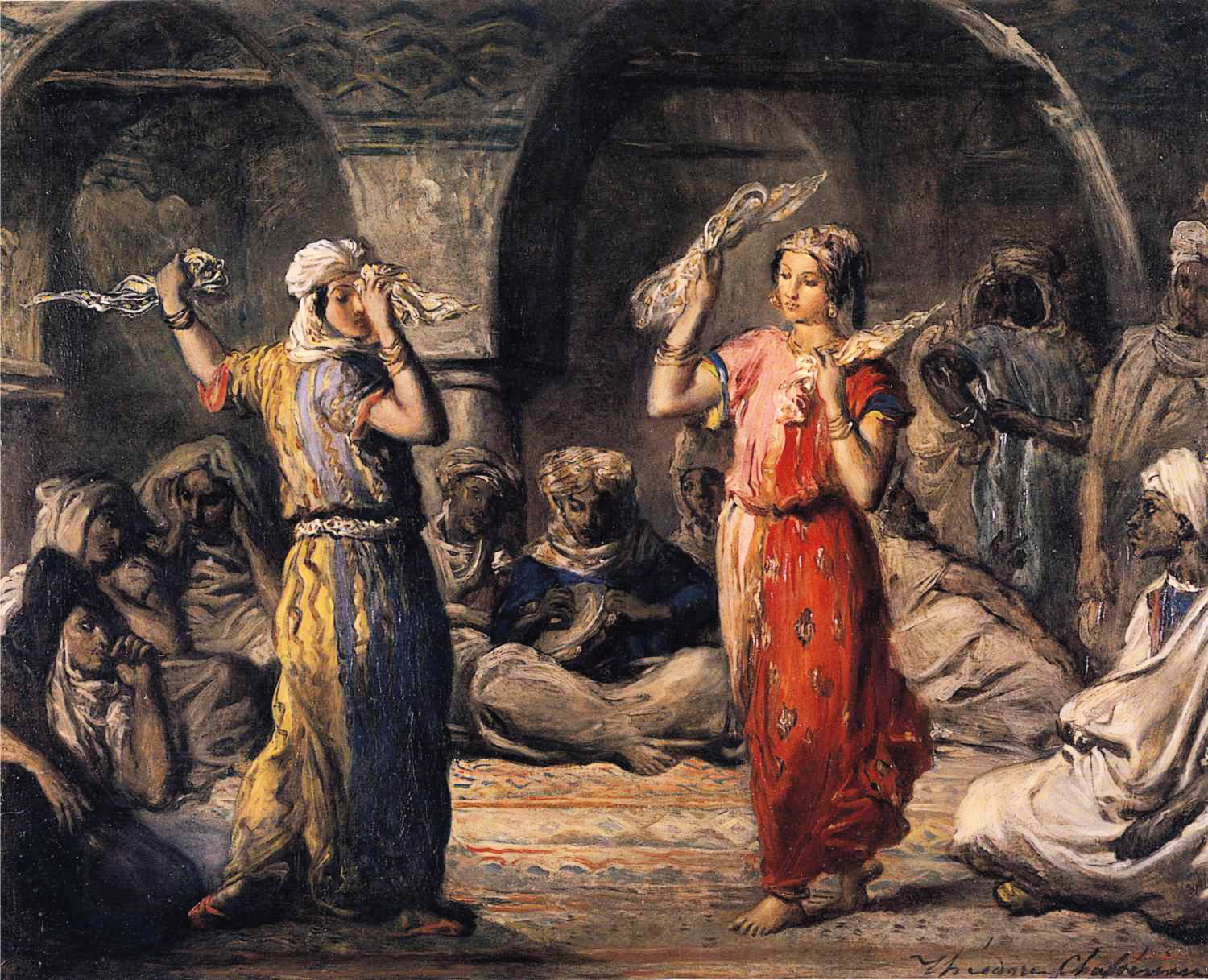
『スカーフを使った踊り』1849年 ルーヴル美術館所蔵
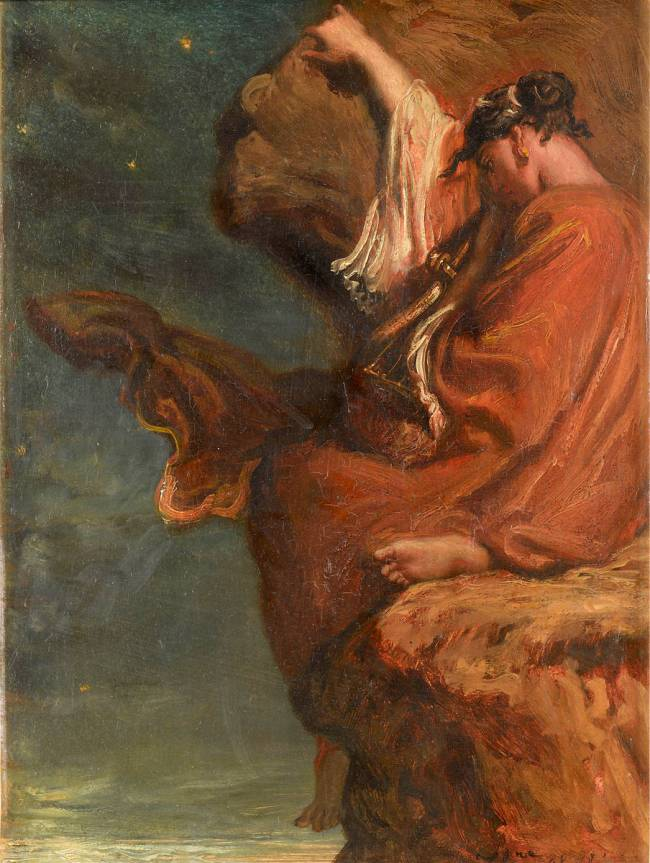
『サッフォー』1849年 オルセー美術館所蔵
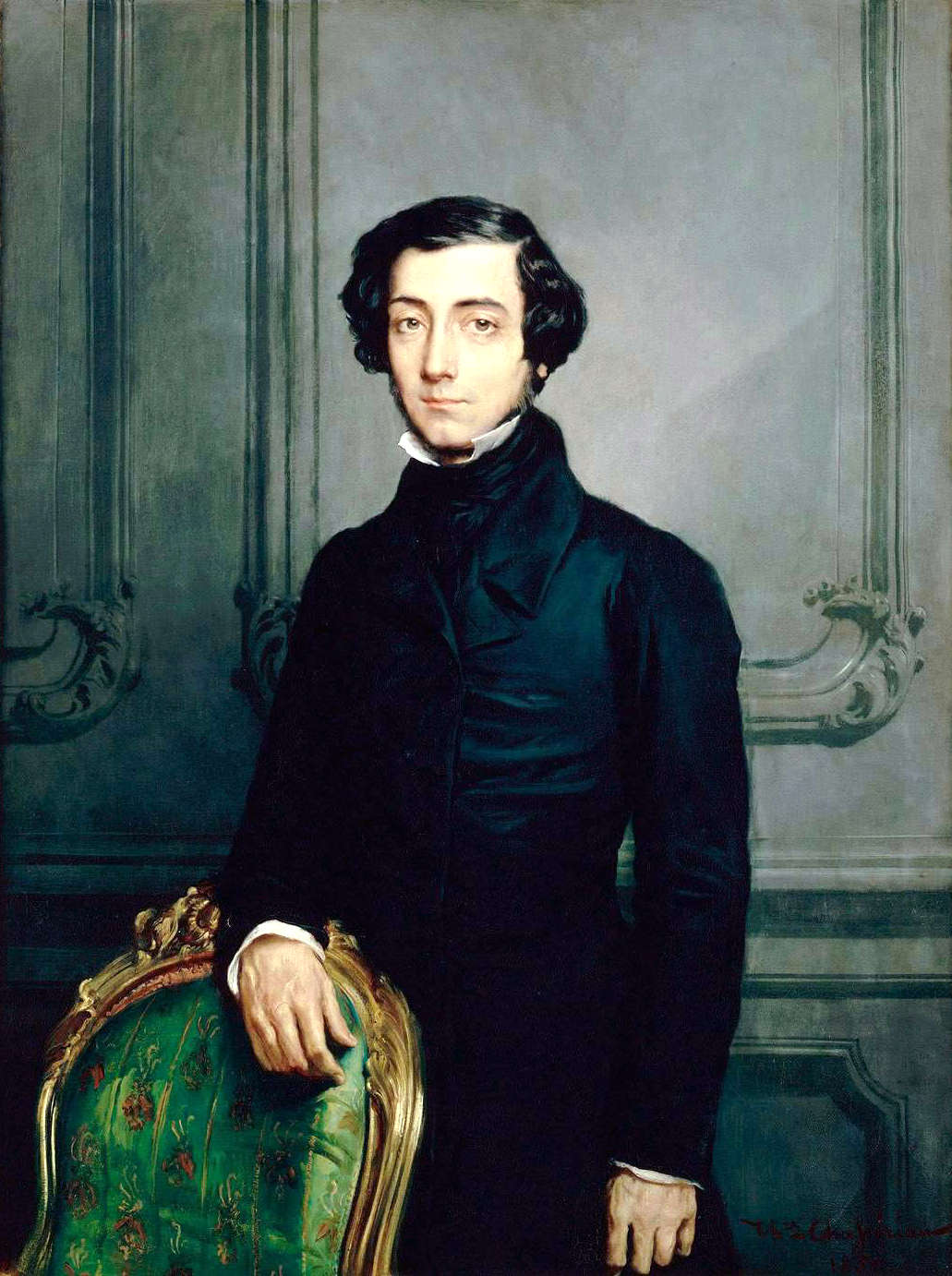
『アレクシ・ド・トクヴィルの肖像』1850年 カルナヴァレ美術館所蔵
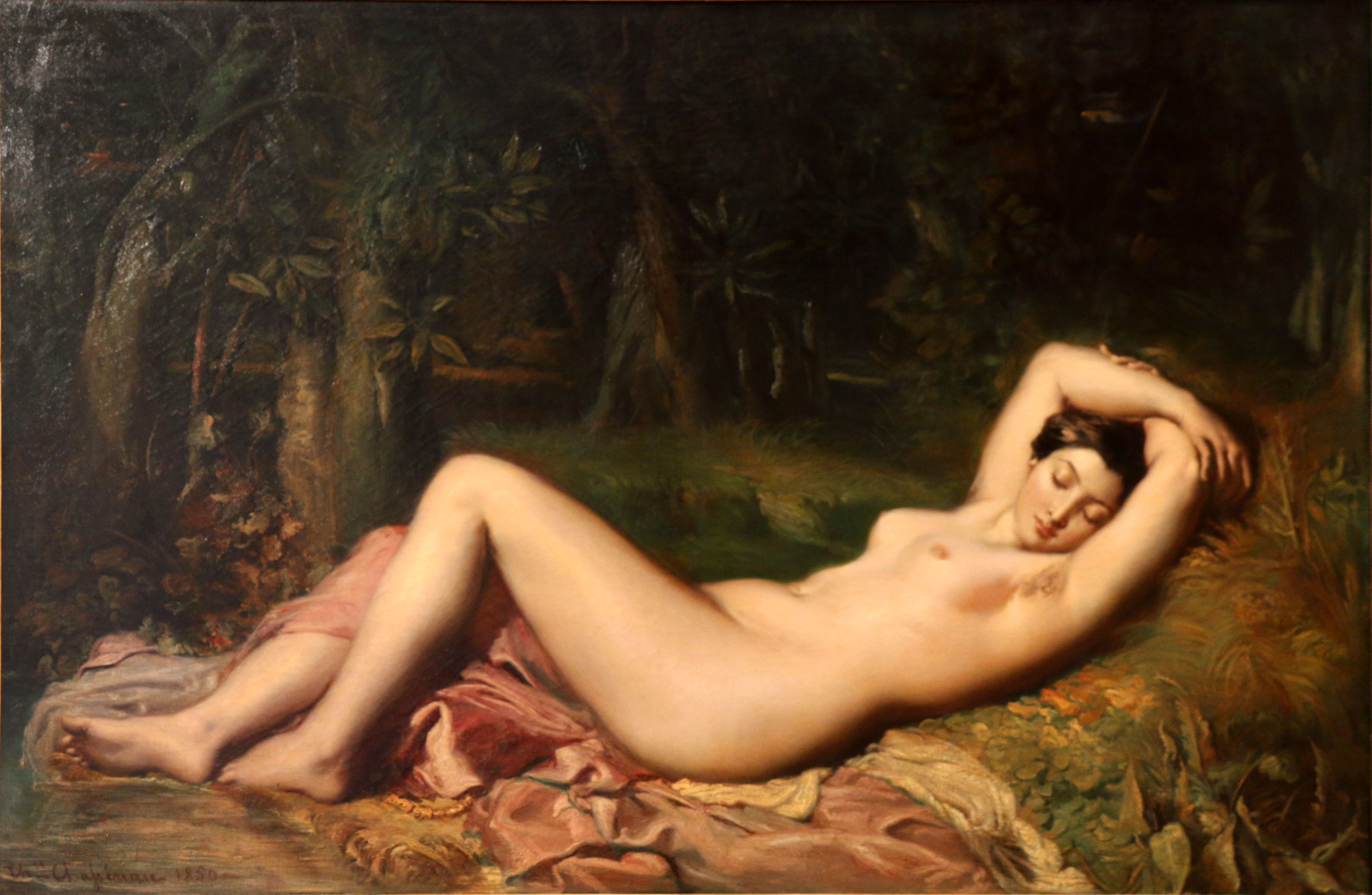
『泉のほとりで眠るニンフ』1850年 カルヴェ美術館（英語版）蔵
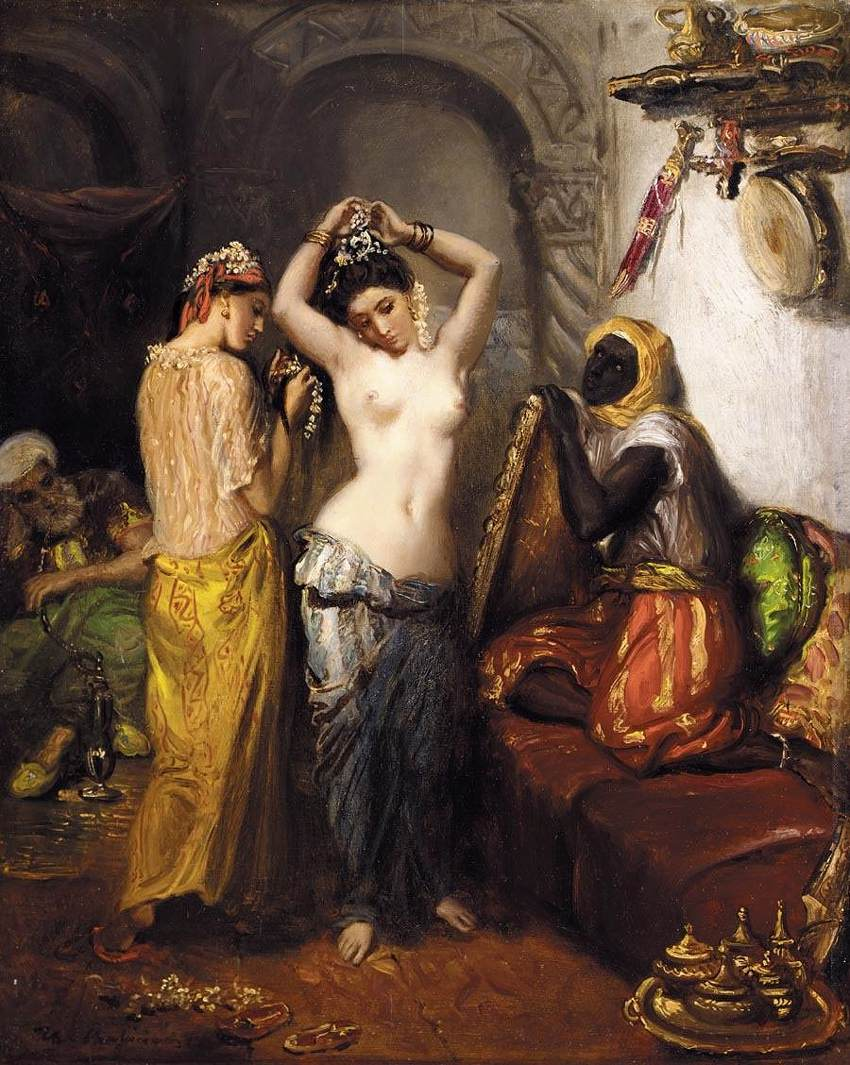
『オリエントの室内』1850年-1852年 個人蔵
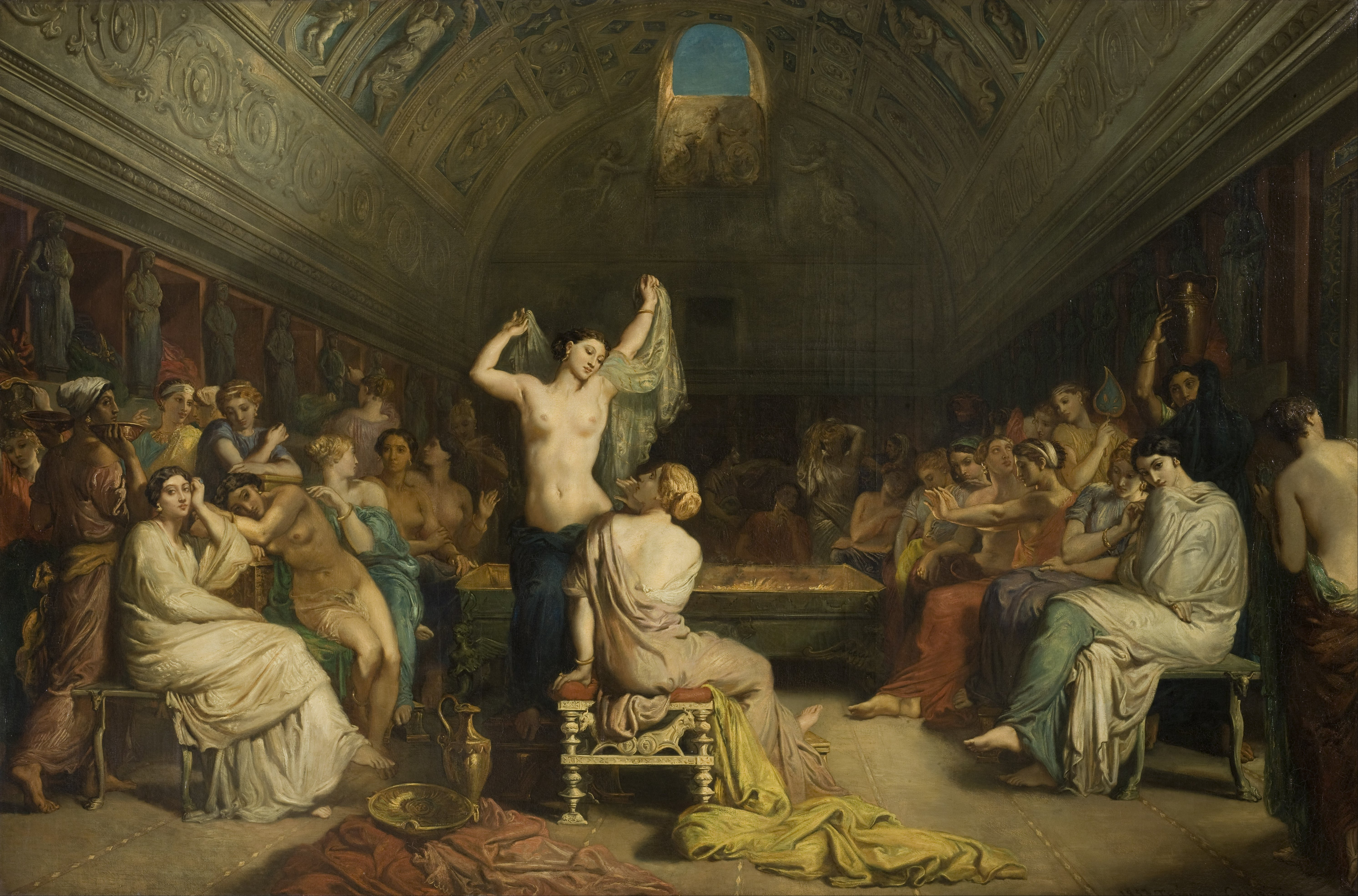
『テピダリウム』1853年 オルセー美術館所蔵
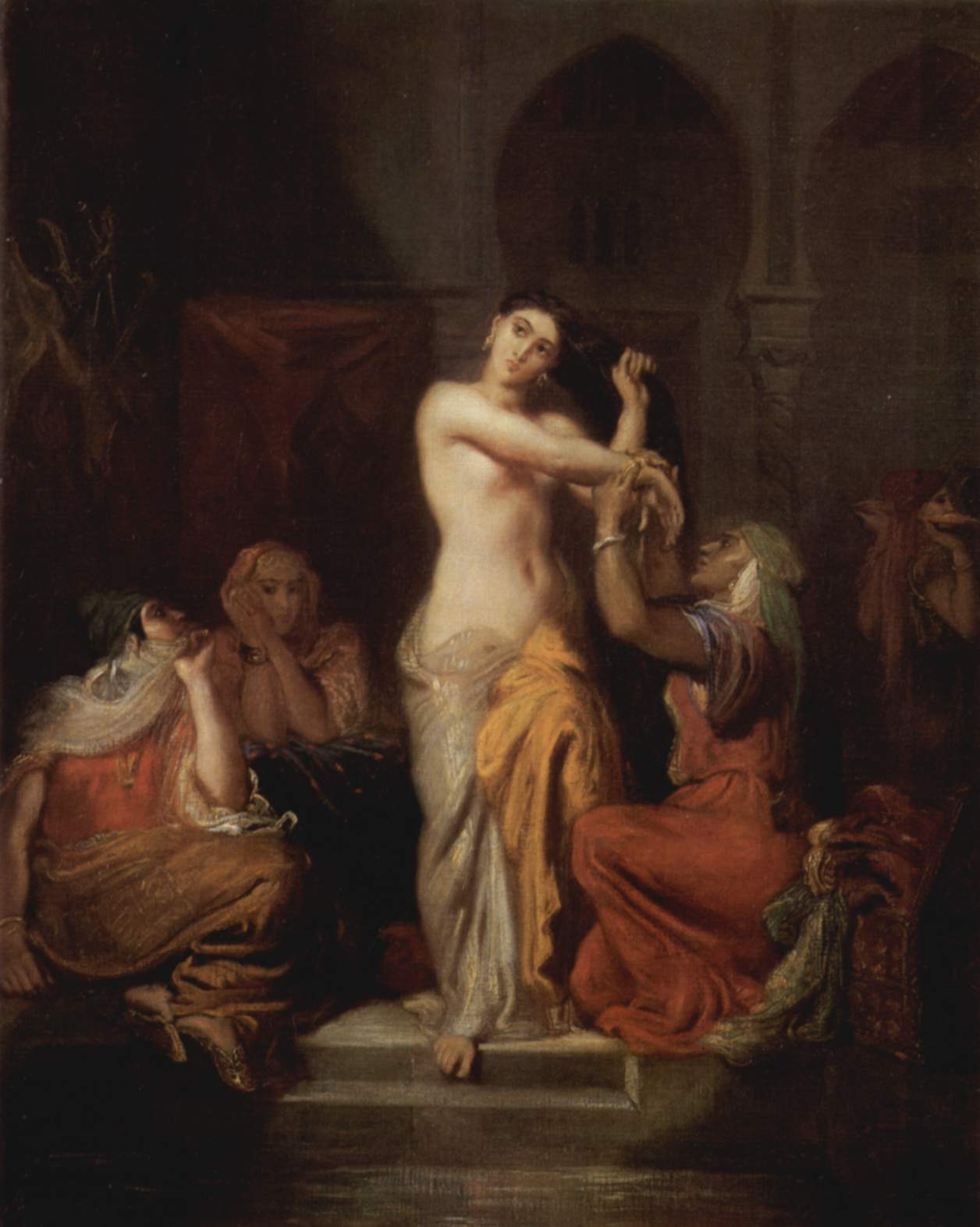
『水浴から上がるムーア人の女』1854年 ルーヴル美術館所蔵
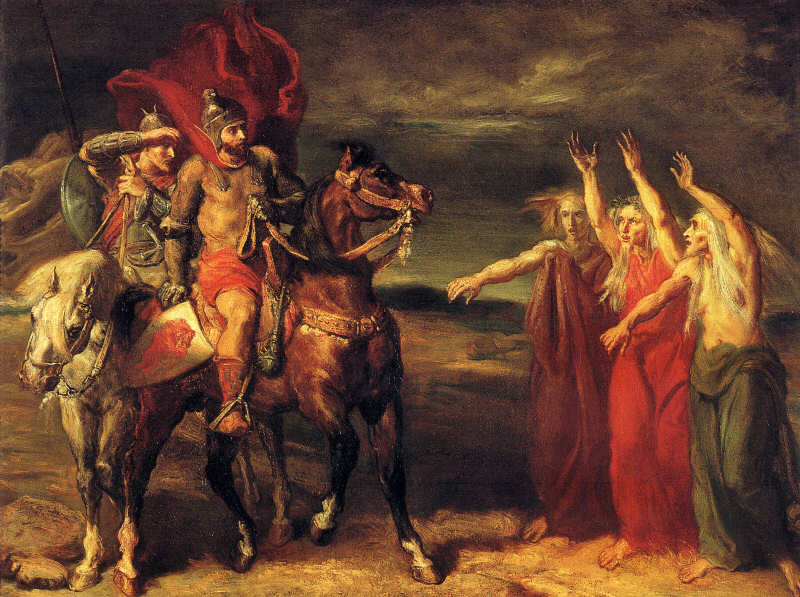
『マクベス』1855年 オルセー美術館所蔵

## 展示会
- Théodore Chassériau : Parfum exotique - 国立西洋美術館, 東京都-  2017
- Théodore Chassériau : Obras sobre papel - Galerie nationale des beaux-arts de サントドミンゴ, Centre culturel León de サンティアゴ・デ・ロス・カバリェロス, en ドミニカ共和国, 2004
- Théodore Chassériau (1819-1856), Un autre Romantisme - メトロポリタン美術館 アメリカ合衆国, Galeries nationales du Grand Palais à パリ, musée des beaux-arts de ストラスブール, 2002
- Chassériau (1819-1856) : exposition au profit de la Société des amis du Louvre - Galerie Daber, パリ, 1976
- Theodore Chassériau (1819-1856 - Musée des beaux-arts de ポワチエ, 1969
- Théodore Chassériau - Musée national des beaux-arts d'アルジェ, 1936
- Restrospective Théodore Chassériau (1819-1856) - オランジュリー美術館, パリ, 1933
- Aquarelles et dessins de Chasseriau (1819-1856) - Galerie L. Dru, パリ, 1927
- Les Peintres orientalistes français - 4e exposition : Rétrospective Théodore Chassériau - Galerie ポール・デュラン＝リュエル, パリ, 1897